# Minahouet II
Pour les articles homonymes, voir Minahouët.
le Minahouet II est un bateau de plaisance cotre à tapecul, construit en 1912 au chantier naval Foncillon de  Royan.
Il a le label BIP (Bateau d'intérêt patrimonial)de la Fondation du patrimoine maritime et fluvial depuis 2008.
Son immatriculation est LO 289015 (quartier maritime de Lorient). 
Minahouet II fait l'objet d'un classement au titre des monuments historiques depuis le 28 mai 2010.

## Histoire
Ce cotre-pilote, à gréement aurique est réalisé selon des plans de bateau pilote à voiles de la Gironde par l'architecte-constructeur Augustin Gauraud. Il sert d'abord aux pilotes pour rejoindre les grands voiliers et premiers cargos à vapeur pour les conduire dans l'embouchure de la Gironde.
Après la Première Guerre mondiale, il est cédé à plusieurs propriétaires et sert à différentes tâches. Il est abandonné dans une vasière jusqu'en 1986. Racheté une première fois par l'association Les Amis du Minahouet celle-ci ne peut assurer sa restauration.
En 1993, l'épave est acquise par Monsieur Jacques Briois, qui le confie à l'association Voiles d'Iroise pour qu'elle engage sa restauration. Celle-ci est réalisée sur un chantier associatif à Meslan dans le Morbihan.
Il est remis à l'eau en juin 2007. Il est le dernier représentant des pilotes de Gironde golfe de Gascogne. Il est présent à Brest 2008 et Brest 2016.